# Elevationsvinkel

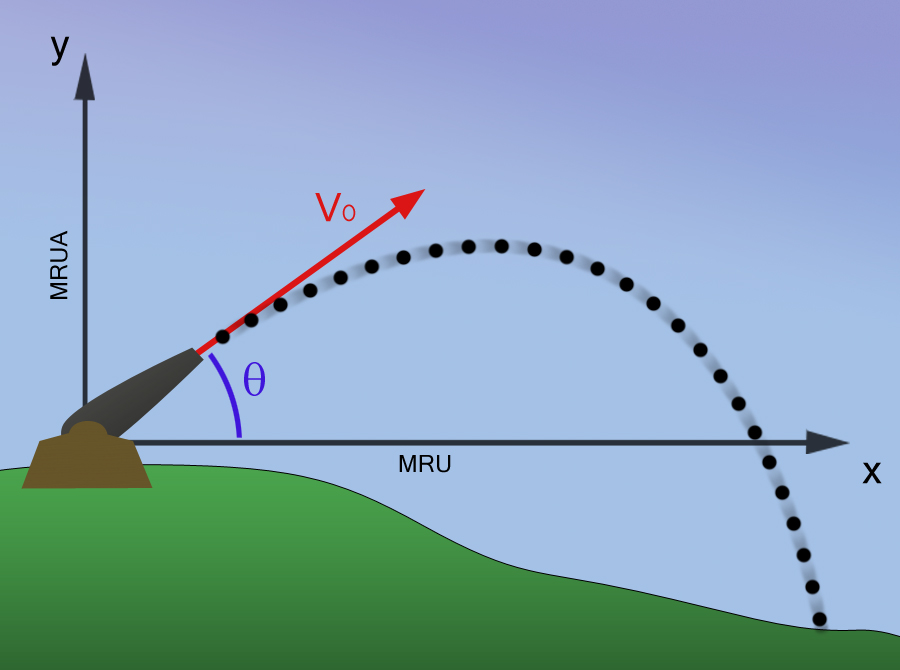
Elevationsvinkeln θ är märkt i blått.

Elevationsvinkel eller höjdriktning avser inom skjut- och kastvapen, den vinkel en skjut- eller kastanordning ställts in att luta från horisontalplanet när vapnet avlossas.

## Begrepp

### Höjning och dumpning
Riktning över horisontalplanet kallas höjning och dess elevationsvinkel höjningsvinkel, vilket återges med plusgrader (+°), exempelvis: ”eldröret är höjt x grader”.
Riktning under horisontalplanet kallas dumpning och dess elevationsvinkel dumpningsvinkel, vilket återges med minusgrader (-°), exempelvis: ”eldröret är dumpat x grader”.

### Höjdriktfält
Höjdriktning används ibland även för höjdriktfält: de riktgränser i horisontalplanet ett pjässystem har att rikta sitt vapen, det vill säga vinkelfältet mellan maxhöjning (maximal höjningsvinkel) och maxdumpning (maximal dumpningsvinkel).
Antonymen är sidriktfält och avser riktgränserna i vertikalplanet.

### Liknande begrepp
Det finns flera olika begrepp som sammanfaller med elevationsvinkel men som även används i annan betydelse. Nedan återges några exempel:
- skottvinkel / skjutvinkel

1. elevation: om vinkeln mellan ett eldvapens mynningsplan (mynningens horisontalplan) och kärnlinjen (pipans centrumlinje) före skottlossningen
2. eldområde: vinkel i sidled som en skytt eller artilleripjäs kan behärska från den plats där han befinner sig respektive från uppställningsplatsen
3. (ej för skjutvinkel) anslagsvinkel: om den vinkel vari skott träffar eller träffat ett mål

- utgångsvinkel

1. den vinkel i förhållande till horisontalplanet vilken en projektil utgår ifrån (används utöver vapen inom bland annat golf)